# Klemens Trzebuniak
Klemens Trzebuniak (ur. 19 września 1897 w Zawoi, zm. 1 listopada 1985) – powstaniec śląski.

## Życiorys
Urodził się 10 września 1897 w Zawoi. Był synem Piotra i Wiktorii. Ukończył 4 klasy szkoły podstawowej.
Zarabiał w pracach rolniczych najmowany w dworach. Po zakończeniu I wojny światowej uczestniczył w III powstaniu śląskim od 7 maja do 7 lipca 1921. Służył w stopniu kaprala pod dowództwem mjr. Karola Brandysa i pod komendą szefa kompanii 9 pułku, Linkego. 
Brał udział w walkach na obszarze okręgu lubliniecko-opolskiego w okolicach miast Olesno, Ząbkowice Śląskie. Przeszedł cały szlak bojowy powstania odpowiadając za obsługę karabinu maszynowego, w tym walczył w bitwie w rejonie Góry św. Anny w maju 1921.
Po wybuchu II wojny światowej w 1939 służył w kampanii wrześniowej jako podchorąży. Po nastaniu okupacji niemieckiej został wywieziony na roboty przymusowe w III Rzeszy, gdzie pracował w gospodarstwach niemieckich.
Po zakończeniu wojny w 1948 osiadł na ziemi sanockiej i zamieszkał we wsi Wujskie pod Sanokiem. Zajmował się rolnictwem prowadząc własne gospodarstwo rolne. W maju 1981 postanowieniem Rady Państwa został awansowany na stopień podporucznika.

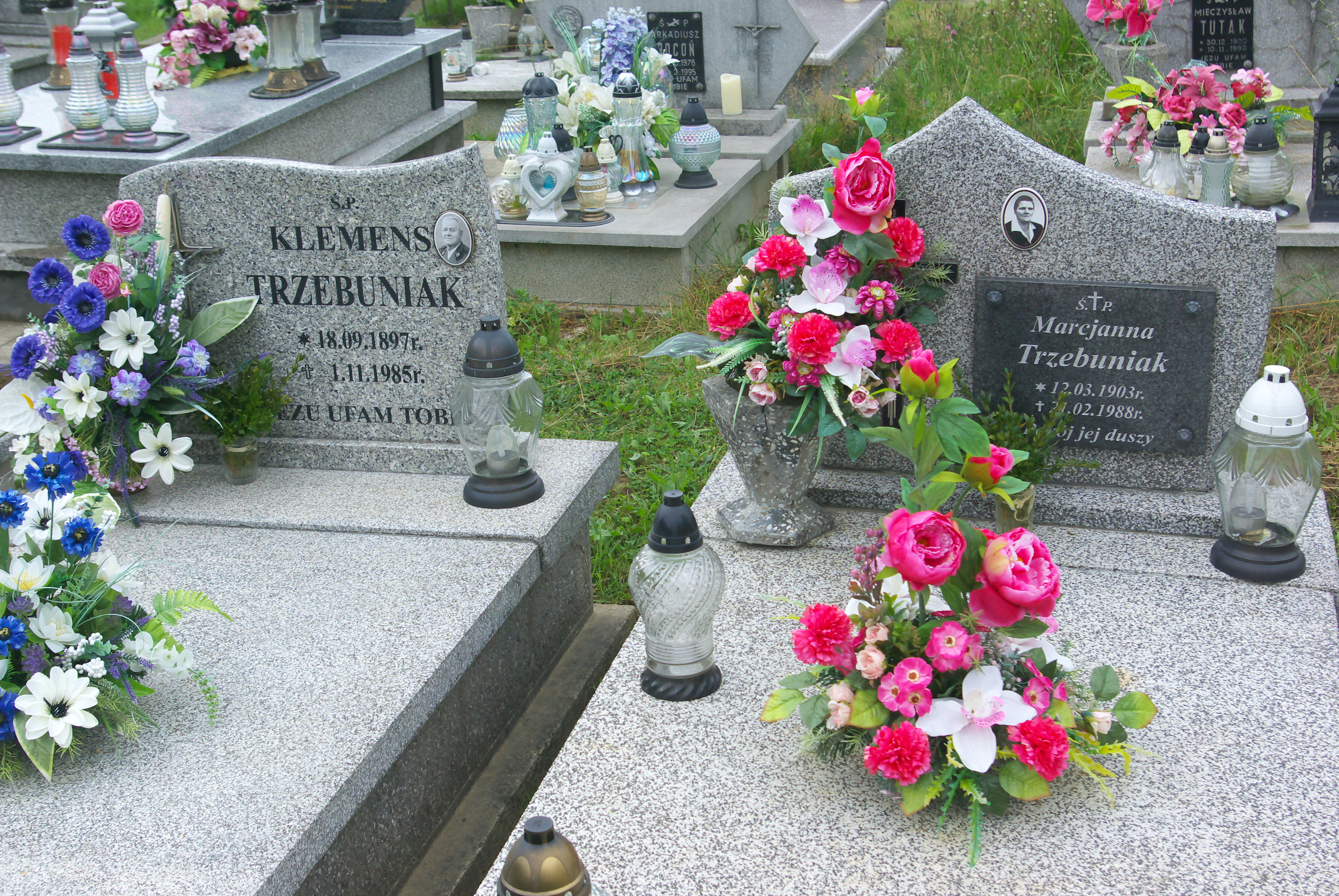
Groby Klemensa i Marcjanny Trzebuniaków na cmentarzu w Wujskiem

Zmarł 1 listopada 1985. Został pochowany na cmentarzu parafialnym w Wujskiem. Jego żoną była Marcjanna (1903-1988), z którą miał czwórkę dzieci: Helenę, Władysławę, Janinę i Ludwika.

## Odznaczenia
- Krzyż Kawalerski Orderu Odrodzenia Polski (1979)[8]
- Śląski Krzyż Powstańczy (1983)[2].